# 有史時代における各国の出身人物による最初期の来日の年表
有史時代における各国の出身人物による最初期の来日の年表では、現在に存在しているそれぞれの国・地域の領域における出身者が過去最初に、もしくは最初期に日本に来航した事例を編年で紹介するものである。

## 注意
この一覧は未完成です。加筆、訂正して下さる協力者を求めています。
この年表では、あくまで文字資料による記録に絞って記述しているため、考古学的な見地からさらに古い時代の交流が示唆されている場合もある。注記のない限り、各国から最初に来日した人物について網羅したと標榜する資料に拠っているものではなく、また今後の研究の進展によって随時変化しうるものであるということに留意する必要がある。また、現代と当時とで国の範囲や独立性について違いが発生している場合も多くあるが、明確化のために、現在（2018年）に国連に加盟している国家とヴァチカン市国に属しているとされる領域を基準に考えることにする。

## 一千年紀以前
韓国
- 崇神天皇65年(紀元前33年) - 日本書紀によれば、任那からの朝貢使蘇那曷叱知が来朝[1]。

 中国
- 応神天皇20年(289年) – 9月、日本書紀などによれば、東漢氏の先祖である阿知使主、都加使主親子をはじめとする七姓漢人が渡来[2]。

 北朝鮮
- 欽明天皇31年(570年) – 4月2日、高句麗の役人が暴風雨のため漂流し越国に漂着[3]。

 イラン
- 天平8年(736年) – 8月、帰国した遣唐副使中臣名代が、唐人三人と波斯（ペルシャ）人の李密翳を連れて聖武天皇に面会した[4][5]。

 インド
- 天平8年(736年) – 12月13日、中臣名代や日本人入唐僧の要請により、インド出身の僧侶菩提僊那が来朝した[6]。

 ベトナム
- 天平8年(736年) – 12月13日、上記の菩提僊那の弟子の林邑国（チャンパ王国）出身の僧侶仏哲が師と同行して来朝した[7][8]。

 ウズベキスタン
- 天平勝宝6年(754年) – 12月12 日、上記の鑑真らとともに安国（現在のブハラ）出身と推測される仏僧如宝が屋久島に来航した[9]。ただし出身国については「胡国の人」とされているだけである。俗姓とされる「安」から出身国が推測されているだけであり、例えば安息国（パルティア。ペルシャ地域、現在のイラン）である可能性も指摘されているなど、ウズベキスタン出身であると確定しているわけではない。

## 11世紀から15世紀
モンゴル
- 文永6年（1269年）– 服属を求める元のクビライの使者ヒズルらが対馬に上陸[10]。

 タイ
- 元中5年/嘉慶2年（1388年）– 将軍足利義満のときに、暹羅船が日本に1年間滞在したという記録がある[11]。

## 16世紀
ポルトガル
- 天文12年（1543年）– ポルトガル人を乗せた中国船が種子島に漂着し鉄砲を伝える[12]。

 スペイン
- 天文13年（1544年）–　この年ポルトガル船にガリシア出身のペロ・ディエスという人物が乗船していたとされる[13][14]。

 モザンビーク
- 天文15年（1546年）–　この年来日したポルトガル商人ジョルジ・アルヴァレス（ポルトガル探検家ジョルジ・アルヴァレスとは同姓同名の別人）の船にモザンビーク出身の船乗りもしくは奴隷が乗船していた[15]。

 イタリア
- 元亀元年（1570年）–　宣教師グネッキ・ソルディ・オルガンティノが天草に来航[16]。

 オランダ
- 天正13年（1585年）– ディルク・ヘリッツゾーン・ポンプがポルトガル船に砲手として搭乗し来航。なお、それ以前にも一度日本を訪れたことがあったようだが、時期は不明[17]。

 カンボジア
- 天正15年（1587年）–　カンボジア人を含む奴隷商人たちが日本人奴隷を買い付けていることを豊臣秀吉が非難[18]。

 イギリス
- 慶長5年（1600年）– リーフデ号の乗員として、ウィリアム・アダムスが渡来[17]。

## 17世紀
マレーシア
- 17世紀初頭– オランダ人の奴隷としてマレー系の人々の来日が始まったと推測される[19]。

 ドイツ
- 慶長19年（1614年）– 南ドイツ・ウルム出身のミヒャエル・ホーエンライターが、平戸のオランダ商館に1614年-1620年の間在勤[20]

 ベルギー
- 元和5年（1619年）– ブリュッセル出身のフランソワ・カロンが平戸に来航[21]。第8代オランダ商館長。のちにフランス国籍を取得してフランス東インド会社の社長となり、日本との貿易も計画するが実現せず。

 インドネシア
- 元和5年（1619年）頃– この年オランダ東インド会社バタヴィアに商館設立。このころからオランダ人の奴隷としてインドネシア系の人々が来日するようになる[22]。

 フランス
- 寛永13年（1636年）– ドミニコ会の宣教師ギヨーム・クルテが日本に来航[23]。

 スウェーデン
- 正保4年（1647年）– スウェーデン出身のオランダ東インド会社社員ヨーハン・オーロフソン・ベリエンシェーナが来日[24]。同年（3ヶ月後）に来日したフレデリック・コイエットは第16代、第21代のオランダ商館長を務めている[25]。

## 18世紀
アイルランド
- 宝永元年（1704年）- ウォーターフォード出身のロバート・ジャンセンが仲間5人とともに広東に向かう途中、九州沖で薩摩藩に拘束される。[26]

 ロシア
- 元文4年（1739年）– 元文の黒船。デンマーク出身のマルティン・シュパンベルグに率いられたロシアの船団が本州に来航。ロシア人船員が上陸し現地民と交流[27]。

 ハンガリー
- 明和7年（1770年）– イエルキ・アンドラーシュが出島に滞在[28]。

 ポーランド
- 明和8年（1771年）– モーリツ・ベニョヴスキーが捕虜となって抑留されていたカムチャッカ半島から脱走して阿波国に来航[29]。ベニョヴスキーはハンガリー生まれだが、ポーランドの反ロシア組織に属し、ポーランド人とも称していた。この事件をきっかけに工藤平助が赤蝦夷風説考を著す。

 ジンバブエ
- 17世紀 - 司馬江漢が、長崎に赴いた時の事を記した「西遊日記（1788年）」にて、出島にいたヨーロッパ人の召使いとして来日していた黒人について書いている。これによると「此黒坊と云は…ヤハ嶋の者、或はアフリカ大州の中モノモウタアパと云処の熱国の産れなり」とあり、ジャワ島の名や、当時のジンバブエの地にあった「モノモタパ王国」の名を残している[30]。

 アメリカ合衆国
- 寛政3年（1791年）– アメリカ人探検家ジョン・ケンドリックが交易のため紀伊半島に上陸[31]。

## 19世紀
スイス
- 安政5年（1859年）– ルドルフ・リンダウらスイス使節団が日本に派遣される[32]。

 デンマーク
- 慶応2年（1866年）– エドゥアルド・スエンソンがフランス海軍軍人として駐留。『江戸幕末滞在記』[33]を出版。明治期に再来日し、日本最初の海底電信ケーブルの敷設の責任者となった。